# Осада Берген-оп-Зома (1747)
Осада Берген-оп-Зома (фр. Siège de Berg-op-Zoom) — одно из последних событий Войны за австрийское наследство, в ходе которого группировка французской армии под командованием генерал-лейтенанта Лёвендаля (будущего маршала) вторглась в Республику Соединённых провинций, осадила взяла и разграбила город Берген-оп-Зом.
После победы при Лауфельде Мориц Саксонский направил часть своих войск под командованием генерал-лейтенанта Ульриха Фредерика Вольдемара де Лёвендаля, специалиста в осадном искусстве, для осады Берген-оп-Зома. Хорошо защищенный природой, окруженный болотами и легко затапливаемой местностью, получающий подкрепление и припасы по морю, город считался неприступным. Александр Фарнезе в 1588 году, потом Спинола в 1622 году потерпели при нём неудачу.

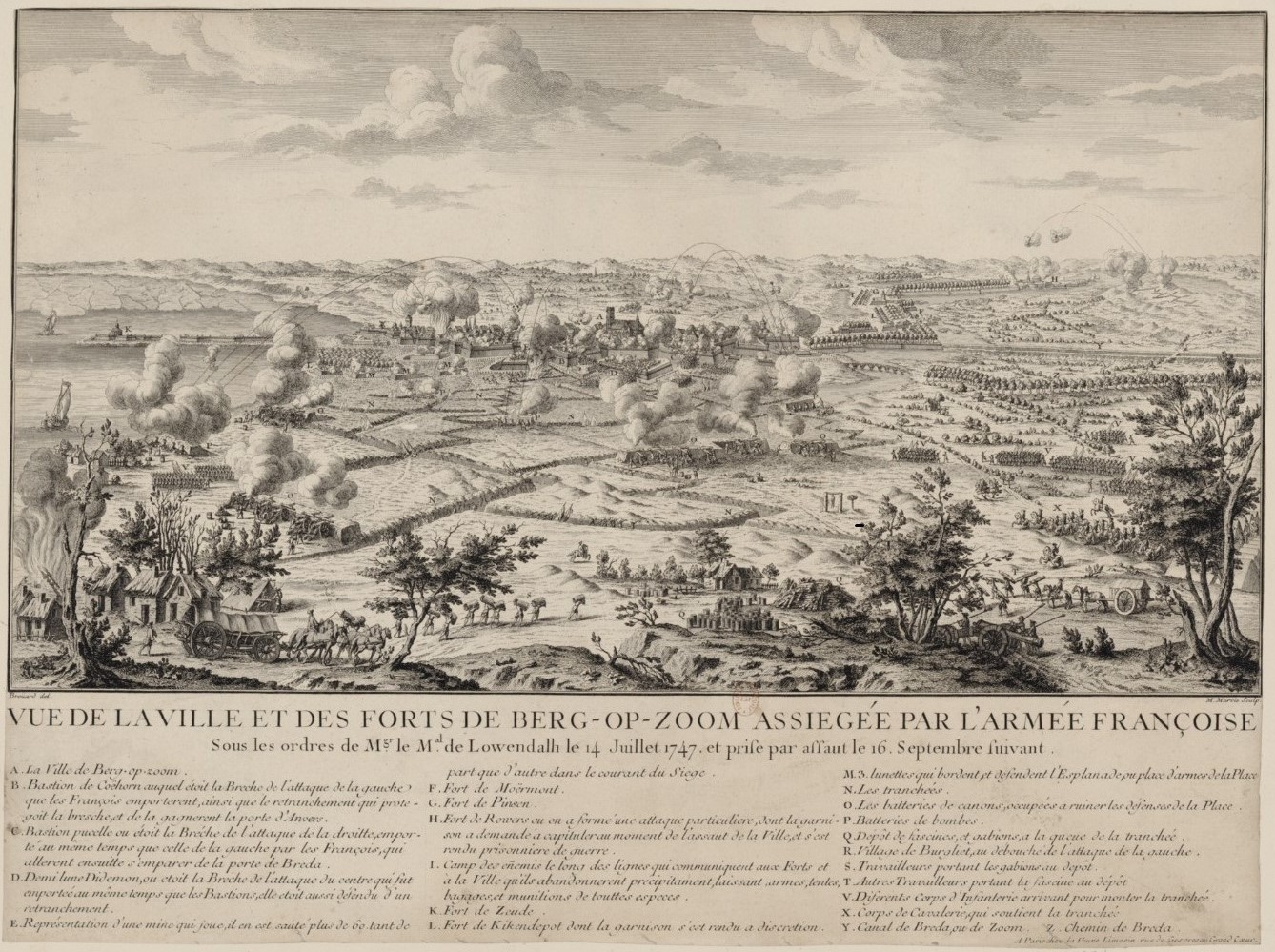
Осада Берген-оп-Зома в 1747 г.

Недостатком было то, что за огромными укреплениями города не было ни второй линии обороны, ни цитадели. Гарнизон под командованием старого барона Исаака Кронстрёма был невелик. Голландцы, однако, не беспокоились и надеялись на близость английских войск герцога Камберленда и австрийцев Карла Баттьяни, защищавших Маастрихт.
1 июля 1747 года французы открыли окопы, 2 июля расставили артиллерию и приступили к обстрелу города. Осажденные делали небольшие вылазки, чтобы тревожить саперов, начавших рыть и минировать минные галереи под редутами, люнетами и бастионами. По саперам также велся артиллерийский огонь с валов, и голландцы стали рыть контрмины. После месячной осады осаждавшие вышли на прикрытый путь. К этому времени было вырыто более 75 мин. Однако защитники еще удерживали люнет на участке главного удара.
Поскольку начавшиеся осенние дожди нанесли ущерб раскопанным земляным валам осадного кольца, 16 сентября, в 4 часа утра, французский командующий начал внезапный генеральный штурм крепости, который застал защитников врасплох. За штурмом последовал полный крах обороны и взятие крепости. Гарнизон уничтожается без пощады, и французские солдаты приступают к разграблению города, который был одним из главных складов и арсеналов Соединенных провинций.

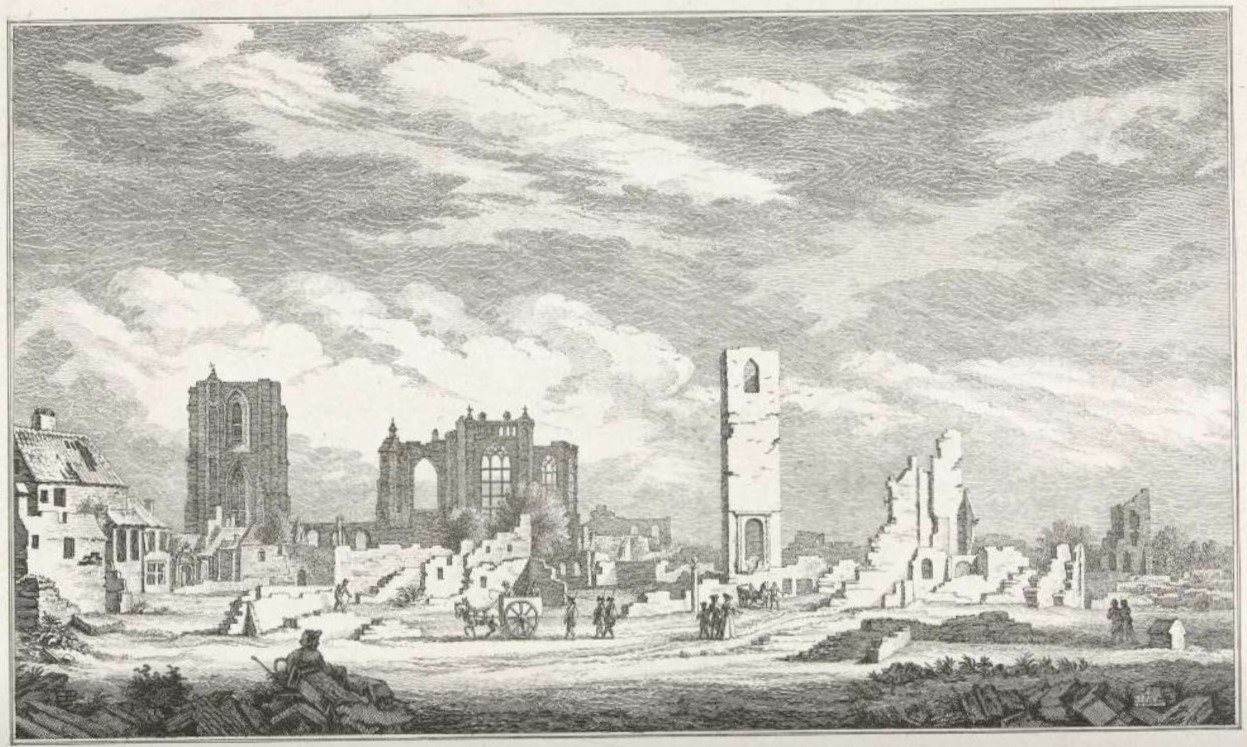
Руины Берген-оп-Зома в результате осады.

Жестокое разграбление города и резня были осуждены не только по всей Европе, но и шокировали королевский двор в Версале. Морицу Саксонскому пришлось оправдываться и свалить всё на Лёвендаля. Осада Берген-оп-Зома стоила нападавшим около 10 000 убитых, раненых и умерших от болезней, защитникам — около 8 000 убитых, раненых и умерших от болезней.
Падение крепости вызвало раздор между Соединенными провинциями и Великобританией. Британскому правительству пришлось понять, что они переоценили способность голландцев противостоять французам. Голландцы, в свою очередь, обвинили своих союзников в том, что они ничего не сделали для помощи осажденному городу. Взятие этой важной крепости в конце концов открыло французам путь в Нидерланды и Ганновер.